# Winder, Georgia
Winder är en stad i den amerikanska delstaten Georgia med en yta av 29 km² och en folkmängd, som uppgår till 12 451 invånare (2005). Winder är administrativ huvudort i Barrow County.

## Kända personer från Winder
- Richard Russell, politiker